# Terapia primaria
La terapia primaria è una forma di psicoterapia sviluppata dallo psicoterapeuta californiano Arthur Janov. 
Janov credeva che la causa delle nevrosi fossero i ricordi repressi e il dolore provato durante l'infanzia; in terapia il paziente ricorda e rievoca un'esperienza passata ed esprime rabbia o frustrazione normalmente represse, specialmente attraverso urla spontanee e incontrollate, isteria o violenza. Come suggerisce il nome, lo scopo di questa terapia è proprio quello di riportare i pazienti agli istinti primordiali. I pazienti dovevano quindi attraversare quello che Janov chiamò un "rivivere catastrofico" dei traumi infantili, che consisteva nel ricostruire il proprio passato così da ricordare il proprio trauma e risolverlo.
La terapia primaria divenne molto influente all'inizio degli anni settanta, dopo la pubblicazione del primo libro di Janov, The Primal Scream. Più di 3.000 persone, tra cui il cantautore John Lennon, gli attori Robert Mandan e James Earl Jones e il pianista Roger Williams sostennero questa terapia.

## Concetti
Janov afferma che le nevrosi sono il risultato di un dolore represso derivato da un trauma, di solito di origine infantile. Secondo Janov, l'unico modo per curare la nevrosi è che il nevrotico ricordi il proprio trauma in un contesto terapeutico: solo in questo modo può rivivere i propri sentimenti in risposta agli incidenti traumatici originali, esprimendo le emozioni che erano state represse e risolvendo così il trauma. 

### Dolore primario
Il dolore primario crea uno stato di tensione emotiva persistente e diffusa, in quanto coinvolge le aree più profonde del sistema nervoso centrale. Janov crede che la maggior parte del dolore provato durante l'infanzia sia dovuto a bisogni mai soddisfatti che creano un "dolore primario" (primal pain). "I nostri primi bisogni sono esclusivamente fisici di nutrimento, sicurezza e conforto. Successivamente abbiamo bisogni emotivi di affetto, comprensione e rispetto per i nostri sentimenti. Infine, emergono bisogni intellettuali di conoscere e capire" scrisse in uno dei suoi libri.
Il dolore represso divide il sé in due parti in contrasto reciproco. Una è il vero sé, carica di bisogni, l'altra è il sé irreale che tenta di affrontare il mondo esterno cercando di soddisfare i bisogni inappagati. La divisione del sé è l'essenza delle nevrosi.
"Quei primi bisogni insoddisfatti creano quello che io chiamo dolore primario. Avvicinarsi alla morte alla nascita o sentirsi non amati da bambini sono esempi di tale dolore. Il dolore non viene percepito in quel momento perché il corpo non è attrezzato per sperimentarlo pienamente e affrontarlo. Quando il dolore è eccessivo, viene represso e immagazzinato. Quando si è verificato abbastanza dolore irrisolto, perdiamo l'accesso ai sentimenti e diventiamo nevrotici" scrive Janov nel suo libro.

### Origine delle nevrosi
La teoria primaria sostiene che molte o la maggior parte delle persone soffrono di un certo grado di nevrosi. La nevrosi è un comportamento simbolico in difesa dall'eccessivo dolore psicobiologico.

La nevrosi inizia molto presto nella vita (specialmente nel "periodo critico" - tra la nascita e i primi tre anni di vita) a causa del mancato soddisfacimento dei bisogni. 
Possono esserci uno o più eventi traumatici isolati, ma più spesso si tratta di abbandono o abuso quotidiano.

### Applicazione
Nel suo primo libro The Primal Scream Janov fornì una serie di indicazioni da seguire prima dell'inizio della terapia, come ad esempio il sospendere, per quattro-cinque giorni, qualunque farmaco che potesse influenzare l’umore ed evitare l’assunzione di alcol o tabacco. Chiedeva inoltre ai suoi pazienti di vivere in isolamento per le 24 ore che precedevano l’incontro, evitando contatti con parenti ed amici; quindi nella fase iniziale della terapia, che poteva durare un paio di settimane, era vivamente sconsigliato andare al lavoro o a scuola.
Questa serie di limitazioni e prescrizioni puntava a mettere il paziente in una situazione di soggezione psicologica atta a favorire il processo catartico. La catarsi è un metodo di “purificazione” che si conosce sin dall’antichità e che ha lo scopo di liberare il corpo e l’anima da ogni forma di contaminazione.
Durante la seduta il terapeuta era solito chiedere la totale fiducia del paziente. Le sedute potevano essere giornaliere e durare anche due ore. I pazienti, secondo Janov, ricordando il passato ritornavano all'esatto stato neuro-fisiologico posseduto nel momento del trauma. Lo scopo della terapia primaria è quello di restituire ai pazienti l'accesso ai loro sentimenti repressi e quindi liberarli dalle conseguenze della rimozione. Tale processo può, una volta terminata la terapia, essere adottato autonomamente dai pazienti così da aver accesso ad altri sentimenti rimossi.

### The Primal Scream
Il lavoro di Janov divenne famoso in tutto il mondo con la pubblicazione del 1970 di The Primal Scream (sottotitolato Primal Therapy: The Cure for Neurosis). Vent'anni dopo, The New Primal Scream spinse la teoria ancora più avanti, presentando l'ipotesi che il dolore represso sia dannoso e pericoloso non solo per la salute mentale ma anche per la salute fisica. Citando alcune storie di casi seguiti personalmente da lui, Janov mostra come l'applicazione della sua terapia abbia aiutato le vittime di incesto e altri abusi a superare le patologie derivate dai traumi subiti. "Le implicazioni sono tanto devastanti quanto la terapia è rivoluzionaria".
In The New Primal Scream i capitoli sono dedicati a diversi temi:
- Dolore primordiale: i grandi segreti nascosti
- Repressione: le porte del cervello e la perdita di sentimenti
- Come viene impressa l'esperienza precoce
- La malattia come un grido silenzioso
- Sesso, sensualità e sessualità
- Il ruolo del pianto in psicoterapia
- Perché dobbiamo rivivere la nostra infanzia per guarire.[10]

### Costo
In The Primal Scream Janov sottolineò quanto la terapia primaria fosse più economica rispetto a quelle convenzionali; infatti, nel 1971, la terapia primaria aveva un costo di $ 1.650 per le prime tre settimane di terapia.
Nel 1973, il costo era di 6.000 dollari per sei mesi di terapia. Nel 1978, un anno di terapia primaria aveva un costo di US $ 6.600.

## Pazienti rilevanti
- John Lennon[2]
- Robert Mandan[2]
- James Earl Jones[2]
- Roger Williams[2]
- Bert Hellinger[13][14]
- Steve Jobs[15]